# هامش

نوعان من الهوامش، المتساوي والعادي

نموذج من مساحة ورقة A4 حول حدود الهامش.

الهامش (ج. هوامش) أو الحاشية أو الفضل، هو بياض ورق الصفحة الذي يحيط بمتنها.